# シンガタ
『NEWCOMER LIVE SHOW シンガタ』（ニューカマーライブショー シンガタ）とは日本テレビで、2010年10月9日から2010年11月27日まで土曜日24:50 - 25:20に放送されていたバラエティ番組である。

## 概要
日本テレビの若手ディレクターが発掘してきた、まだ世に出ていないエンターテイナー（芸人、ミュージシャン、パフォーマー）を紹介する。
MCとのトークコーナーでは、ゲストMCがレッドカードでそのエンターテイナーの「シンガタ度」の判定を行っていた。

## MC
- 倉敷保雄
- 週替わりの女性タレント
- 茂木淳一（ナレーション）

## ゲスト
| 回 | 放送日         | ゲストMC   | ネクストブレイク芸人                                                      | ネクストブレイクアーティスト |
| -- | -------------- | ---------- | ------------------------------------------------------------------------- | ---------------------------- |
| 1  | 2010年10月9日  | 菜々緒     | 少年感覚、うしろシティ、勝又                                              | 光井芙美香                   |
| 2  | 2010年10月16日 | 仲間リサ   | satomi、リトレイン、南国姉妹                                              | レッド・ペッパー・ガールズ   |
| 3  | 2010年10月23日 | 杉ありさ   | ペパーミントの風に吹かれて、わらふぢなるお、ヨージ                        | シャクラー                   |
| 4  | 2010年10月30日 | カトリーナ | ケチン・ダ・コチン、ブロッケン、オクヨコ                                  | アシガルユース               |
| 5  | 2010年11月6日  | 三原勇希   | チェリーボーイ、ジグザグジギー、マテンロウ                                | 花団                         |
| 6  | 2010年11月13日 | 松山メアリ | パンサー、マキタスポーツ、あばれる君                                      | MAN WITH A MISSION           |
| 7  | 2010年11月20日 | 多良アンナ | ウーマンラッシュアワー、渡部一丁、ジェニーゴーゴー                        | 男の浪漫                     |
| 8  | 2010年11月27日 | 重本ことり | 勝又、うしろシティ、satomi、わらふぢなるお、 ケチン・ダ・コチン、パンサー |                              |

## スタッフ
- 構成：榊暁彦
- 演出：鈴木淳一
- プロデューサー：永井英樹、柴田雅美、柳喜祥
- ディレクター：佐藤宗大、高橋慎耶、宇野慎也
- チーフプロデューサー：森實陽三
- 制作協力：AX-ON
- 製作著作：日本テレビ

## ネット局
- 福岡放送：火曜日 26:04 - 26:34（2010年11月23日 - 2011年1月25日）